# Pareutropius
Pareutropius és un gènere de peixos pertanyent a la família dels esquilbèids.

## Taxonomia
- Pareutropius buffei (Gras, 1961)[2]
- Pareutropius debauwi (Boulenger, 1900)[3]
- Pareutropius longifilis (Steindachner, 1914)[4]
- Pareutropius mandevillei (Poll, 1959)[5][6][7][8][9][10][11]